# Підозрюваний (фільм, 1987)
«Підозрюваний» (англ. «Suspect») — американський кінофільм 1987 року, детективний трилер Пітера Йєтса.

## Сюжет
Ветеран В'єтнамської війни бездомний і глухий Карл Андерсон (Ліам Нісон) звинувачується у холоднокровному вбивстві Елізабет Квінн, секретарки федерального судді. Карл нібито перерізав жінці горло через дев'ять доларів. За безнадійну справу береться адвокатка Кетлін Райлі (Шер). Не маючи особливих ілюзій щодо її результату, вона просто хоче чесно виконати свій обов'язок. Їй не потрібна допомога, але несподівано один із присяжних, Едді Санґер (Денніс Квейд), починає проявляти до справи більший інтерес, ніж йому належить за законом. Едді впевнений в невинності Карла й, розуміючи, що формально виконати свій обов'язок у цій справі буде недостатньо для порятунку обвинуваченого, починає власне розслідування, поступово втягуючи в нього Кетлін. Якщо суддя дізнається про їхні контакти, їй загрожує відсторонення від справи та позбавлення ліцензії. Але жага справедливості бере верх, і Кетлін заради Карла йде на посадовий злочин.
Розв'язка фільму несподівана. Американський кінокритик Роджер Еберт висловився з цього приводу так: «Це як якщо б Агата Крісті помістила шістьох підозрюваних у британський заміський будинок, а в останньому розділі з'ясувалося, що вбивця — хлопець із будинку навпроти».

## У ролях
- Шер — Кетлін Райлі
- Денніс Квейд — Едді Санґер
- Ліам Нісон — Карл Вейн Андерсон
- Джон Магоні — суддя Меттью Бішоп Гелмс
- Джо Мантенья — Чарлі Стелла
- Філіп Боско — Пол Ґрей
- І. Кетрін Керр — Ґрейс Коміскі
- Фред Меламед — Морті Розенталь
- Елізабет Бартлетт — Мерилін
- Пол Д'Амато — Майкл
- Берні Макінерні — Волтер
- Білл Коббс — суддя Франклін
- Томас Барбур — суддя Ловелл
- Кеті О'Гейр — Елізабет Квінн

## Знімальна група
- Режисер — Пітер Йєтс
- Сценарій — Ерік Рот
- Продюсер — Деніел А. Шеркоу, Дженніфер Огден, Джон Вейтч
- Оператор — Біллі Вільямс
- Композитор — Майкл Кеймен
- Художник — Стюарт Вурцель, Тоні Холл, Стівен П. Сарданіс, Ріта Райєк
- Монтаж — Рей Лавджой

## Цікаві факти
У романі французького письменника Ґі де Кара «Чудовисько» (1951) йдеться про сліпоглухонімого чоловіка, якого знаходять біля трупа і звинувачують у скоєнні вбивства, але наданий державою адвокат на свій страх і ризик проводить власне розслідування, яке спростовує ці підозри. У 1954 році роман Ґ. де Кара екранізовано під назвою «Зелений шарф».